# 桐蔭横浜大学硬式野球部
桐蔭横浜大学硬式野球部（とういんよこはまだいがくいこうしきやきゅうぶ）は、神奈川大学野球連盟に所属する大学野球チーム。桐蔭横浜大学の学生によって構成されている。

## 歴史
高校野球の強豪である桐蔭学園高校の系列であり、大学は1988年に創立したが、長らく硬式野球部は存在しなかった。
2006年、創部と同時に神奈川大学野球連盟に加盟。創部初年にいきなり2部リーグで優勝し1部昇格。
2009年春、全日本大学野球選手権大会（第58回）に初出場。
2011年秋、明治神宮野球大会（第42回）に初出場。
2012年秋、第43回明治神宮野球大会準決勝で亜細亜大を2-0、決勝で法政大を1-0で下し、創部7年目にして神宮大会初優勝を果たした。
2013年春、第62回全日本大学野球選手権大会準々決勝で準優勝した亜細亜大に2-3（延長10回）で敗退。同年秋、第44回明治神宮野球大会準決勝で優勝した亜細亜大に1-5（延長10回）で敗退（ベスト4）。

## 本拠地

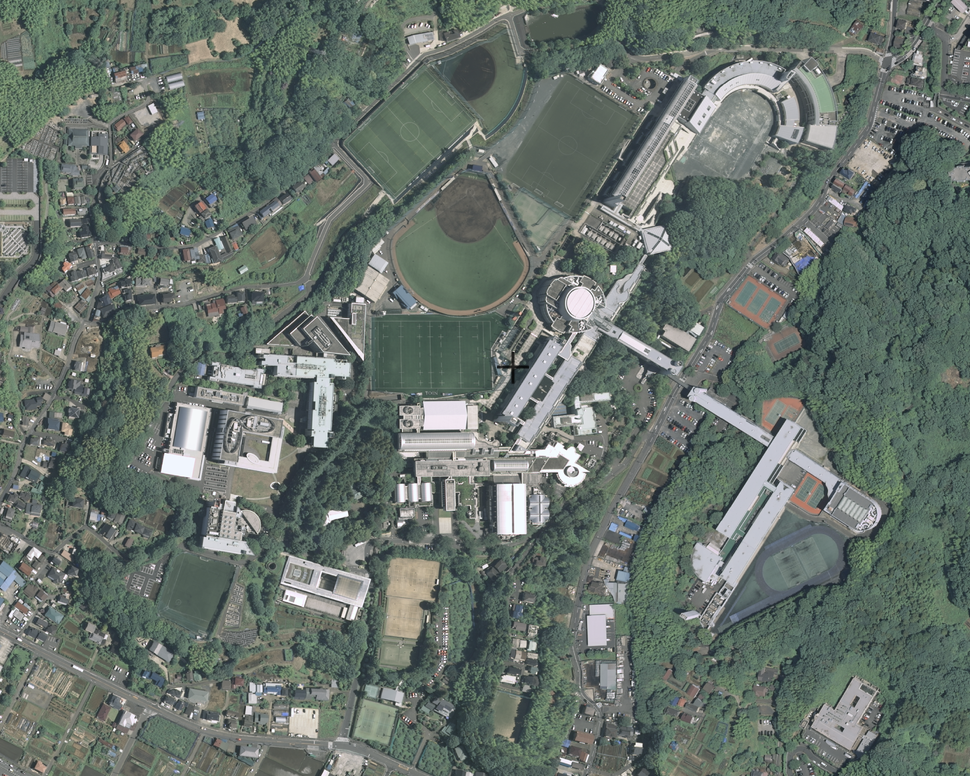
桐蔭横浜大学

神奈川県横浜市青葉区鉄町1614 桐蔭横浜大学グラウンド

## 記録
2023年全日本大学野球選手権終了時点
- 神奈川大学野球連盟：1部リーグ優勝15回　2部リーグ優勝1回
- 全日本大学野球選手権大会：出場8回
- 明治神宮野球大会大学の部：出場3回、優勝1回（2012年第43回大会）

## 主な出身者
- 東明大貴（元オリックス・バファローズ）
- 横山弘樹（元広島東洋カープ）
- 齋藤友貴哉（阪神タイガース、北海道日本ハムファイターズ）
- 渡部健人（埼玉西武ライオンズ）
- 菊地大稀（読売ジャイアンツ）
- 吉田賢吾（福岡ソフトバンクホークス、北海道日本ハムファイターズ）
- 古謝樹（東北楽天ゴールデンイーグルス）